# Lepidodexia frontalis
Lepidodexia frontalis är en tvåvingeart som beskrevs av Aldrich 1929. Lepidodexia frontalis ingår i släktet Lepidodexia och familjen köttflugor.
Artens utbredningsområde är Florida. Inga underarter finns listade i Catalogue of Life.